# Daniela Trandžíková
Daniela Trandžíková ( 26. října 1956 Trenčín, Slovensko - 26. října 2014) byla československá házenkářka slovenské národnosti, hrající na postu pivota. V den svých 58. narozenin podlehla zákeřné nemoci.

## Hráčské úspěchy

### Reprezentace
V československé reprezentaci startovala na několika mistrovstvích světa, kde jejím největším úspěchem byla stříbrná medaile z roku 1986 v Nizozemsku. Zúčastnila se Letních olympijských her 1980 a 1988.

### Klubová házená
V dresu ZVL Prešov byla mistryní Československa 1986, 1987 a 1989 a semifinalistka Evropského poháru mistrů v házené žen 1986/1987.

### Individuální ocenění
Daniela Trandžíková-Nováková je trojnásobná nejlepší házenkářka Československa v letech 1980, 1981 a 1988 a vítězka ankety o nejlepší házenkářku Slovenska 1979 a 1980.